# 東京タワー (小説)
『東京タワー』（とうきょうタワー、tokyo tower）は、江國香織による恋愛小説。また、それを原作とした映像作品。

## 概要
文芸誌『鳩よ!』（マガジンハウス）に1999年11月から2001年8月に連載、マガジンハウスより2001年12月7日に刊行された。新潮文庫より2006年3月1日に文庫化されている。
メディアミックスとして、2004年に映画化され、東宝配給により2005年に公開された。また、2014年に韓国のJTBCがテレビドラマ化した。2024年には、日本のテレビ朝日が永瀬廉主演でテレビドラマ化された。

## 登場人物
浅野詩史（あさの しふみ）
40代前半の女性。高級な生活をしている。経験豊富で自分をよく知っている。セレクトショップのオーナーでもある。
小島透（こじま とおる）
21歳の男性で医大生。詩史の友人の息子。音楽や文学に囲まれた生活をしている。
大原耕二（おおはら こうじ）
透の高校の同級生で20歳の大学生。20代の彼女がいる。アルバイトをしている。バイト先で川野喜美子と出会う。
川野喜美子（かわの きみこ）
30代半ばの女性。フラメンコをしている。思い切った行動を起こしつつある。

## 書誌情報
- 江國香織『東京タワー』
  - 単行本：2001年12月7日発行[1]、マガジンハウス、ISBN 978-4-8387-1317-2
  - 文庫版：2006年3月1日発行（同年2月28日発売[2]）、新潮文庫、ISBN 978-4-10-133921-4

オトバンクのFeBe!で分冊でオーディオブックとして配信されている。

## 映画
2004年に日本テレビの製作により映画化され、東宝配給により2005年1月15日に公開された日本映画。 
脚本は中園ミホと源孝志、監督は本作が初の劇場用作品となる『失われた約束』の源孝志。本作で映画監督としてデビューを果たしている。撮影を『7月7日、晴れ』の袴一喜が担当している。 
本作の主題歌を担当した山下達郎は、原作・映画台本を読みこみ、完成フィルムをチェックした上で曲制作に臨んだが、映画の結末が原作小説と異なるハッピーエンドである事に違和感を覚え、異議を唱えたくなり、不倫関係にある男女が常に心に抱えている「死のメタファー（隠喩・暗喩）」についての歌にしたとのこと（ベストアルバム『OPUS 〜ALL TIME BEST 1975-2012〜』解説文）。 
映画ではそのまま採用されたが、この曲のPVの監督を担当した丹下紘希はこの曲の真の意味を見抜いていたという。

### キャスト
- 浅野詩史（中園）：黒木瞳
- 小島透：岡田准一
- 大原耕二：松本潤
- 川野喜美子：寺島しのぶ
- 吉田：平山あや
- 橋本：半田健人（友情出演）
- 由利：加藤ローサ
- 薫：筒井真理子
- 厚子：未來貴子
- 喜美子の姑：銀粉蝶
- 川野：宮迫博之
- 料金所のおじさん：石橋蓮司（友情出演）
- フランスのマダム：ミレーヌ・ドモンジョ（特別出演）
- 小島陽子：余貴美子
- 浅野星一郎：岸谷五朗
- 高原：斉木のか
- 真山勇一、氏家恵、東海林愛美、加藤沙耶香 ほか

### スタッフ
- 原作：江國香織（マガジンハウス刊）
- 脚本：中園ミホ、源孝志
- 監督：源孝志
- 企画・プロデュース：佐藤敦（日本テレビ）
- テーマソング：山下達郎「FOREVER MINE」（ワーナーミュージック・ジャパン）、ノラ・ジョーンズ 「スリープレスナイト」（東芝EMI）
- 音楽：溝口肇
- フラメンコ指導：佐藤浩希
- フラメンコ舞踊：鍵田真由美
- 製作指揮：平井文宏
- 製作：奥田誠治（日本テレビ）
- プロデューサー：佐藤貴博、北島和久、渡邉浩仁
- 撮影：袴一喜
- 照明：武田淳一
- 美術：小池寛
- 装飾：小池直美
- 録音：横溝正俊
- 編集：日下部元孝
- 協力：シトロエン・ジャポン、MSN メッセンジャー
- 製作協力：日本テレビアート、三城
- 制作：「東京タワー」製作委員会（日本テレビ、電通、バップ、ジェイ・ストーム、日本出版販売、TOKYO FM、アバンティコミュニケーションズ）
- 企画・制作：日本テレビ、日本テレビオリジナルムービ
- 配給：東宝

### 受賞歴
- 第29回日本アカデミー賞 優秀助演女優賞（寺島しのぶ）

### 関連商品
サウンドトラック
- 溝口肇 映画「東京タワー」オリジナル・サウンドトラック「tokyo tower o.s.t」（2004年12月22日、バップ、VPCD-81498）

VHS
- 東京タワー（2005年7月21日、バップ、VPVT-68463）

DVD
- 東京タワー（2005年7月21日、バップ、VPBT-12330）
- 東京タワー プレミアム・エディション（2005年7月21日、バップ、VPBT-12331）

### 主題・挿入歌
- 山下達郎「FOREVER MINE」
- ノラ・ジョーンズ「Sleepless Nights」

## テレビドラマ

### 韓国版
『密会』(みっかい、原題: 밀회、英題: Secret Love Affair）は、江國香織「東京タワー」を原案として制作され、韓国・JTBCで2014年3月17日から5月13日まで放送されたテレビドラマ。

#### あらすじ（韓国版）
家計を助けるためバイク便で働いている高校生イ・ソンジェは、独学でピアノを習っている。ソハン大学音楽学部ピアノ科教授カン・ジュニョンの依頼で音楽祭に届け物を配達する。会場にあったピアノを衝動的に弾いてしまうソンジェであったが、後日ジュニョンに呼ばれジュニョンの妻でありソハンアートセンター室長であるオ・ヘウォンの前でピアノをひくようにいわれる。ジュニョンとヘウォンはソンジェの才能に驚き、ジュニョンの推薦でソハン大学を受験することになる。ソンジェはヘウォンの大人の魅力に徐々に惹かれて行くが、ソンジェの気持ちを知ったヘウォンは戸惑ってしまう。一度は家庭の事情で大学受験を諦めたソンジェだったが、後日ジュニョンに師事し大学で勉強することになる。自分が師事する教授の妻への想いに悩みながらも、ソンジェはヘウォンへの想いをつのらせていく。ヘウォンはソンジェの気持ちをうけとめながらも、ソハングループ会長を巡る騒動に忙殺されてしまう。

#### キャスト（韓国版）
- キム・ヒエ - オ・ヘウォン 役(ソハンアートセンター企画室長)
- ユ・アイン - イ・ソンジェ 役(独学でピアノを習っている高校生)
- バク・ヒョックォン - カン・ジュニョン 役(ソハン大学音楽学部ピアノ科教授)
- シム・ヘジン - ハン・ソンスク 役(ソハン芸術財団理事長、ソハングループ会長の後妻でヨンウを嫌っている)
- キム・ヘウン - ソ・ヨンウ 役(ソハンアートセンター代表、ソハングループ会長の娘でわがままな振る舞いが絶えない)
- キョン・スジン - パク・タミ 役(高級美容サロン勤務、ソンジャの恋人)
- キム・ヨンゴン - ソ・ピルウォン 役(ソハングループ会長)
- パク・チョンフン - ソ・ピルウォン 役(ソハン大学音楽学部ピアノ科教授)
- チェ・テファン - ソン・ジャンホ 役
- シン・ジホ - ジョ・ミヌ 役
- イ・カンフン - メォンファ 役
- キム・チャンワン - ミン・ヨンギ 役
- パク・ジョンフン - ジョ・インジェ 役
- チン・ボラ - ジェン・ユラ 役
- ヤン・ミンヨン - キム・インジュ 役
- キム・グォン - ウソン 役
- キム・シンジェ - ジャン・シウン 役
- ジャン・ヒョンソン - キム・インギョム 役
- ソ・ジョンヨン - 北朝鮮のおばさん 役
- ベク・ジウォン - ワン・ビソ 役
- ユン・ボクイン - ジス 役
- ジャン・ソヨン - セジン 役

#### スタッフ（韓国版）
- 演出 - アン・パンソク
- 脚本 - チョン・ソンジュ
- 音楽監督 - イ・ナミョン

#### 関連商品
オリジナルサウンドトラック
- ドラマ「密会」 - クラシックアルバム2枚組CD（2014年5月20日、Vitamin）
- ドラマ「密会」オリジナルサウンドトラック（2014年8月16日、Vitamin）

DVD
- ドラマ「密会」DVD-BOX（2015年6月3日、NBCユニバーサル・エンターテイメント）

### 日本版
2024年4月20日から6月15日までテレビ朝日系「オシドラサタデー」枠で放送された。主演は永瀬廉。5月11日の第4話放送後、TELASAにてスピンオフドラマ『東京タワー アナザーストーリー』を配信。

#### キャスト（日本版）
小島透（こじま とおる）〈21〉
演 - 永瀬廉
医大生。
浅野詩史（あさの しふみ）〈45〉
演 - 板谷由夏
世界からも注目を浴びる建築家。
大原耕二（おおはら こうじ）〈21〉
演 - 松田元太
大学生。透とは高校時代からの友人で同じ大学に通う。
川野喜美子（かわの きみこ）〈42〉
演 - MEGUMI
専業主婦。
白石楓（しらいし かえで）〈21〉
演 - 永瀬莉子
医大生。透とは高校からの同級生。
森山由利（もりやま ゆり）〈21〉
演 - なえなの
耕二の彼女。
川野比奈（かわの ひな）〈17〉
演 - 池田朱那
喜美子の娘。女子高生。
川野裕介（かわの ゆうすけ）〈43〉
演 - おいでやす小田
喜美子の夫。銀行員。
浅野英雄（あさの ひでお）〈48〉
演 - 甲本雅裕
詩史の夫。売れっ子広告プランナー。
小島陽子（こじま ようこ）〈54〉
演 - YOU
透の母親。

#### スタッフ（日本版）
- 原作 - 江國香織『東京タワー』（マガジンハウス刊、新潮文庫刊）[9]
- 脚本 - 大北はるか[9]
- 音楽 - 近谷直之[9]
- 主題歌 - King & Prince「halfmoon」（UNIVERSAL MUSIC）[10]
- 挿入歌 - Travis Japan「Sweetest Tune」（Capitol Records / UNIVERSAL MUSIC）[11]
- 建築監修 - 名城俊樹
- インティマシーコーディネーター - 西山ももこ
- フォトグラファー - 古屋呂敏
- 医療監修 - 中澤暁雄、根本千草
- 警備監修 - ビーテックインターナショナル
- 監督 - 久万真路、松本喜代美、畑山創[9]
- ゼネラルプロデューサー - 中川慎子（テレビ朝日）[9]
- プロデューサー - 残間理央（テレビ朝日）、島本講太（ストームレーベルズ）、岡美鶴（アズバーズ）[9]
- 制作協力 - アズバーズ
- 制作著作 - テレビ朝日、ストームレーベルズ

#### 放送日程
| 話数   | 放送日  | サブタイトル               | 監督       |
| ------ | ------- | -------------------------- | ---------- |
| 第1話  | 4月20日 | 人と人は、空気で惹かれ合う | 久万真路   |
| 第2話  | 4月27日 | 恋は、おちるもの           | 久万真路   |
| 第3話  | 5月04日 | 実るほどに、苦い恋         | 久万真路   |
| 第4話  | 5月11日 | かなしく揺れる心           | 松本喜代美 |
| 第5話  | 5月18日 | 許されざる恋の代償         | 松本喜代美 |
| 第6話  | 5月25日 | 壊れゆく幸せな時間         | 畑山創     |
| 第7話  | 6月01日 | 叶わぬ恋、最悪の夏         | 久万真路   |
| 第8話  | 6月08日 | 溢れ出す愛、最後の告白     | 久万真路   |
| 最終話 | 6月15日 | 世界で一番愛してる         | 久万真路   |

- 第3話は『テレビ朝日ドラマプレミアム 宮部みゆき原作 霊験お初〜震える岩〜』（21時 - 22時54分）に伴う特別編成の関係で30分繰り下げられ、23時30分 - 翌0時に放送された。
- 最終話は23時 - 翌0時の30分拡大放送。

### スピンオフドラマ
5月11日の第4話放送後、TELASAにて配信。今作では、詩史の人物像と興味を抱く耕二の姿を描く。

#### あらすじ
ある日、アルバイト中に詩史と鉢合わせた耕二。透のためといいつつ、興味半分で詩史に声をかける。そして、図らずも2人の時間を過ごすことに。

#### キャスト
- 小島透 - 永瀬廉
- 大原耕二 - 松田元太
- 浅野詩史 - 板谷由夏
- 尾形篤男（透、耕二の同僚） - 賀屋壮也[5]

#### スタッフ
- 脚本 - 大北はるか
- 演出 - 畑山創

#### 配信日程
| 話数  | 放送日  | サブタイトル |
| ----- | ------- | ------------ |
| 第1話 | 5月11日 | 浅野詩史編   |
| 第2話 | 5月18日 | 高校生編     |

#### 受賞
- 第28回日刊スポーツ・ドラマグランプリ 春ドラマ 作品賞[14]

| テレビ朝日系列 オシドラサタデー           | テレビ朝日系列 オシドラサタデー        | テレビ朝日系列 オシドラサタデー               |
| 前番組                                    | 番組名                                 | 次番組                                        |
| ----------------------------------------- | -------------------------------------- | --------------------------------------------- |
| 恋する警護24時 （2024年1月13日 - 3月9日） | 東京タワー （2024年4月20日 - 6月15日） | 青島くんはいじわる （2024年7月6日 - 9月14日） |